# Daniel Cataraga
Daniel Cataraga (11 de junio de 1995) es un deportista moldavo que compite en lucha grecorromana.
Ganó una medalla de plata en el Campeonato Mundial de Lucha de 2016 y una medalla de bronce en el Campeonato Europeo de Lucha de 2018.

## Palmarés internacional
| Campeonato Mundial | Campeonato Mundial | Campeonato Mundial | Campeonato Mundial |
| Año                | Lugar              | Medalla            | Categoría          |
| ------------------ | ------------------ | ------------------ | ------------------ |
| 2016               | Budapest (Hungría) | Medalla de plata   | 71 kg              |
| Campeonato Europeo |                    |                    |                    |
| Año                | Lugar              | Medalla            | Categoría          |
| 2018               | Kaspisk (Rusia)    | Medalla de bronce  | 72 kg              |